# 大阪府道150号吹田停車場線
大阪府道150号吹田停車場線（おおさかふどう150ごう すいたていしゃじょうせん）は、大阪府吹田市を通る、かつて存在した一般府道である。

## 概要
吹田市元町から吹田市内本町1丁目に至る。2011年（平成23年）9月13日に廃止された。
路線認定当時から全線が幅員11.0 mを有する路線で、北西側にはJR東海道本線（JR京都線）が並走する。

### 路線データ
大阪府告示に基づく起終点および経過地は次のとおり。
- 起点：吹田市元町（吹田停車場：JR西日本東海道本線 吹田駅前）
- 終点：吹田市内本町1丁目（吹田内本町交差点、国道479号交点、大阪府道151号相川停車場線終点）
- 重要な経過地：なし
- 総延長：0.529 km[注釈 1][1]

## 歴史
本路線は、道路法（昭和27年法律第180号）第7条の規定に基づき、一般府道として1959年（昭和34年）に大阪府が初回認定した路線の1つである。2011年（平成23年）に廃止され、吹田市に移管された。

### 年表
- 1959年（昭和34年）12月1日 - 大阪府が一般府道吹田停車場線として路線認定。整理番号は60[3]。
- 2011年（平成23年）9月13日 - 大阪府が一般府道吹田停車場線を廃止[2]。

## 路線状況

### 重複区間
- 大阪府道151号相川停車場線（吹田市内本町1丁目 - 吹田市内本町1丁目・吹田内本町交差点、終点側137 m[注釈 1][1]）

## 地理

### 通過していた自治体
- 大阪府
  - 吹田市

### 交差していた道路
| 交差していた道路                                                | 交差していた場所 | 交差していた場所        |
| --------------------------------------------------------------- | ---------------- | ----------------------- |
| 大阪府道151号相川停車場線 重複区間起点                          | 内本町1丁目      |                         |
| 国道479号 / 大阪内環状線 大阪府道151号相川停車場線 重複区間終点 | 内本町1丁目      | 吹田内本町交差点 / 終点 |

### 沿線
- アサヒビール吹田工場
- JR西日本東海道本線 吹田駅
- 阪急千里線 吹田駅
- 吹田市役所